# Monumentenzorg
Monumentenzorg is de bescherming, de instandhouding, het onderhoud en het herstel van onroerende goederen die van algemeen belang zijn door hun historische, volkskundige, artistieke, wetenschappelijke, industrieel-archeologische of andere sociaal-culturele waarde (monument).

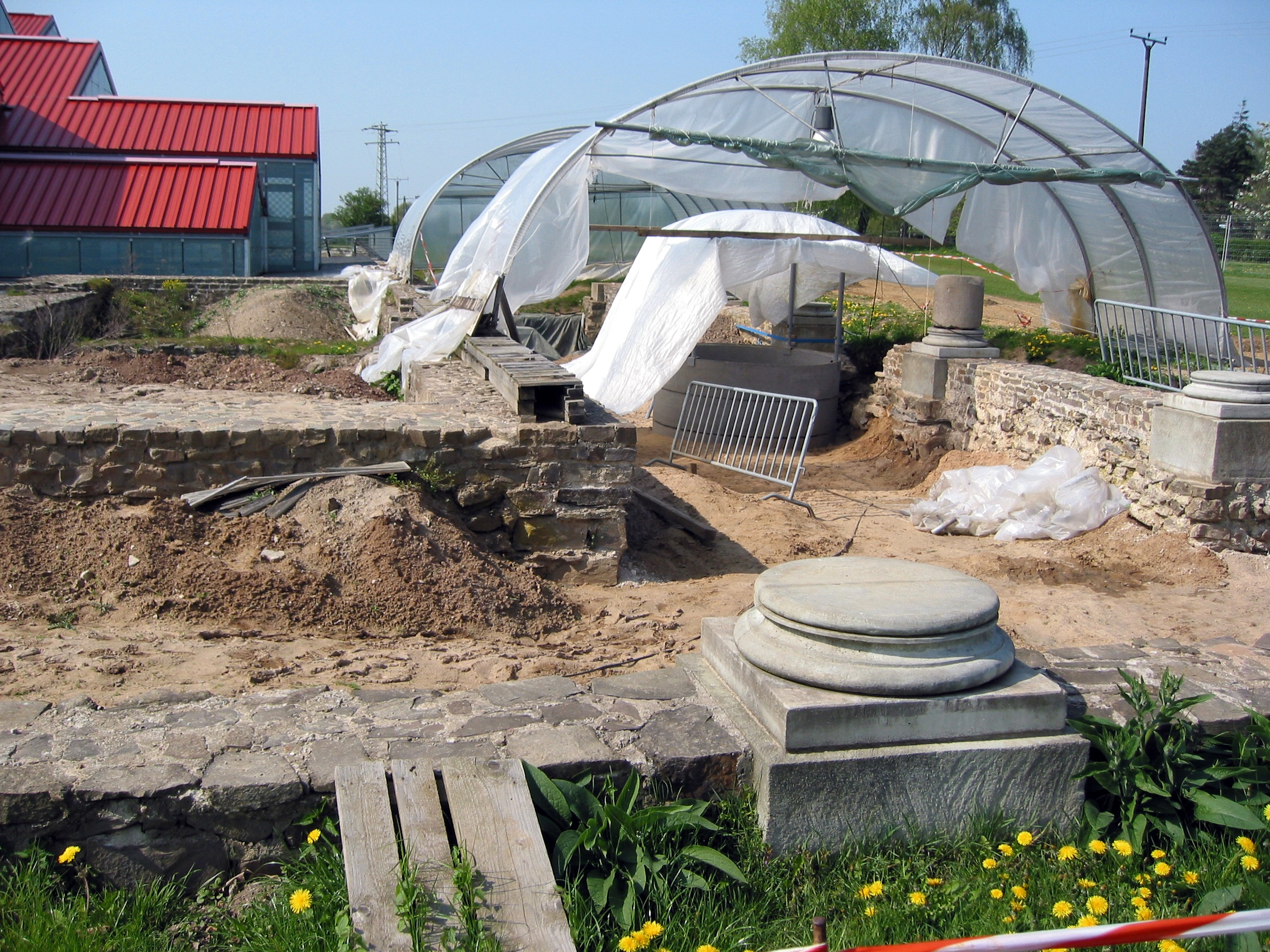
Opgraving thermen Archeologisch Park Xanten, Duitsland.

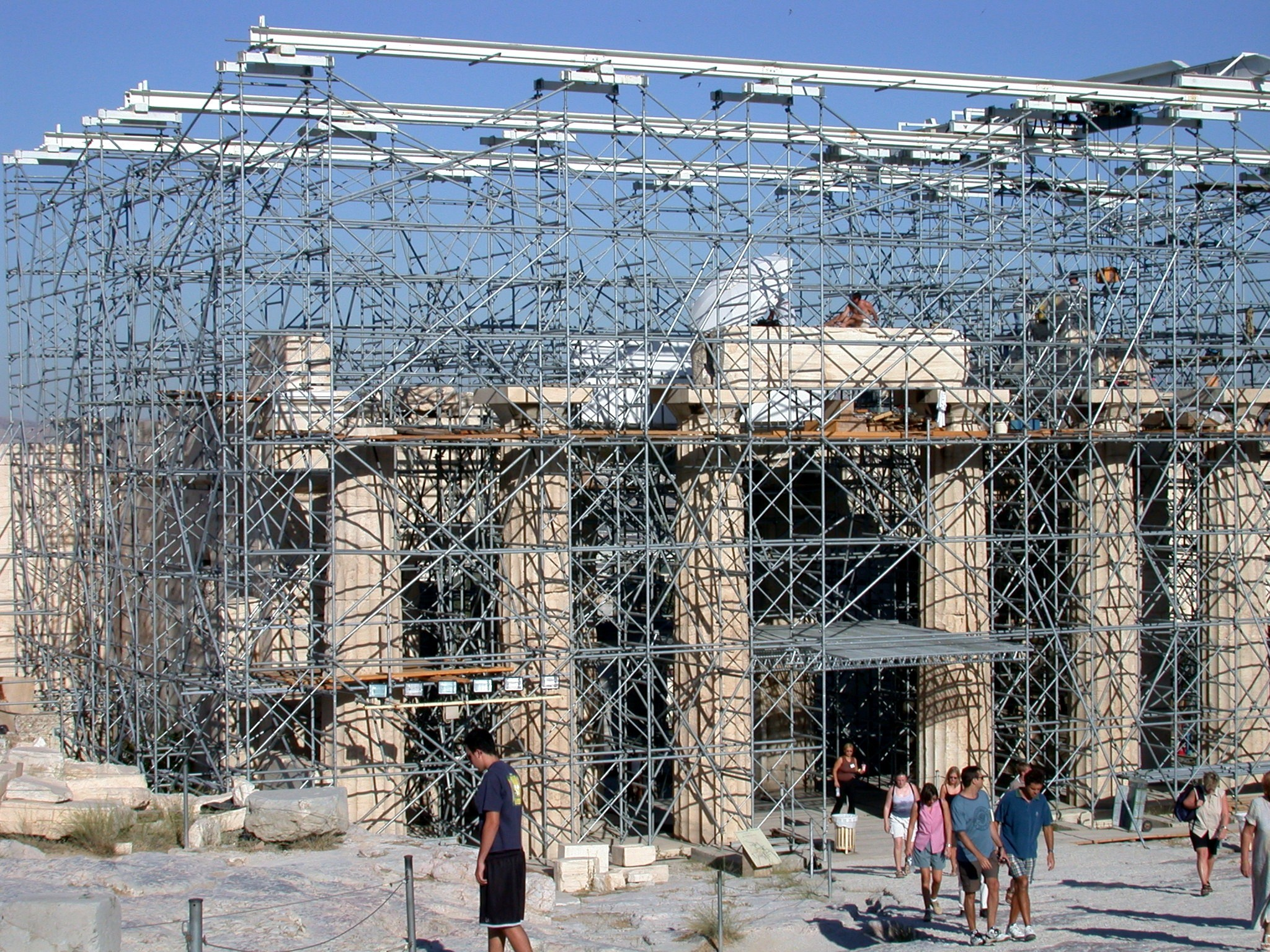
Restauratiewerkzaamheden Akropolis van Athene.

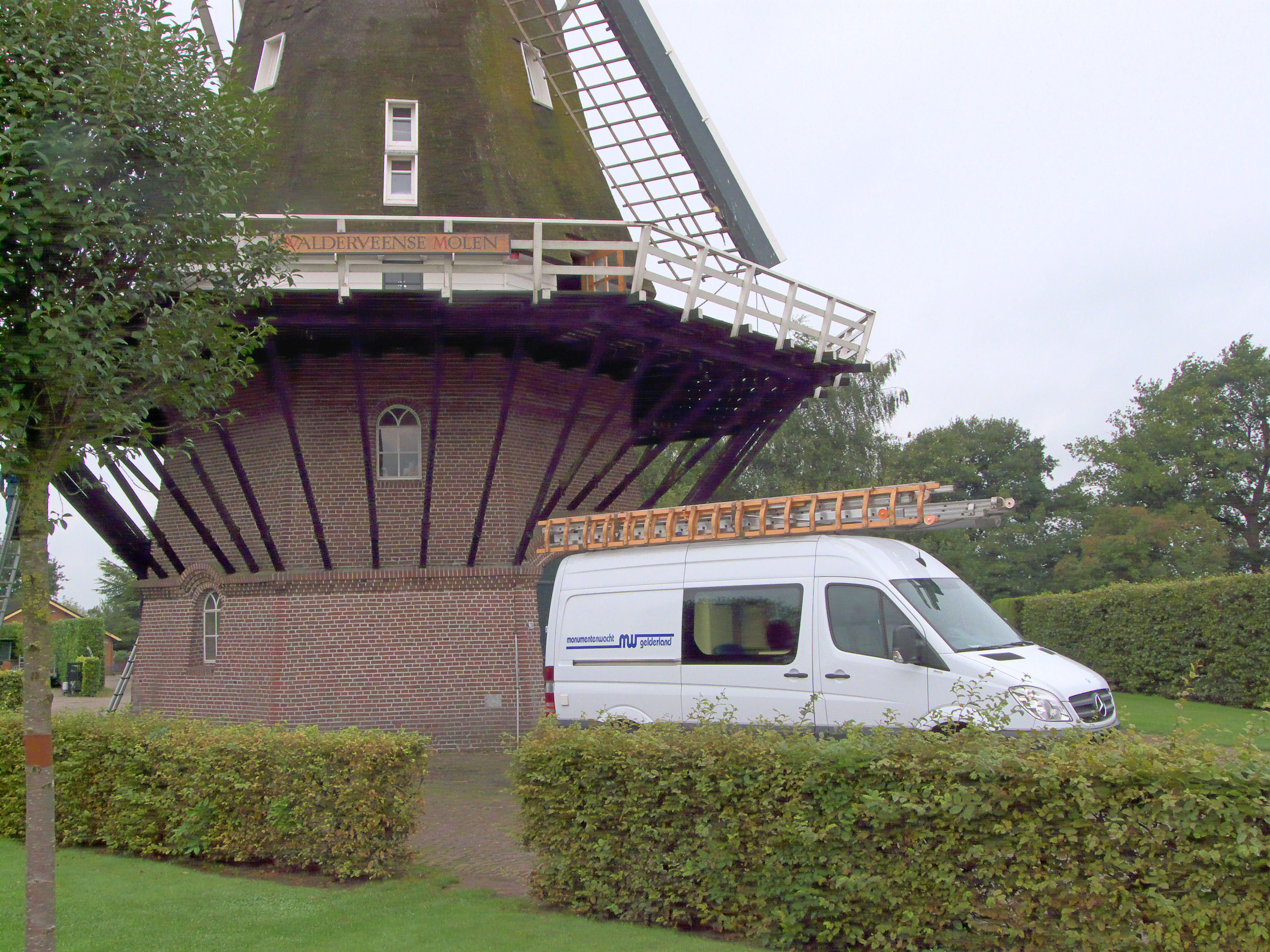
Inspectie van de Walderveense molen door monumentenwacht

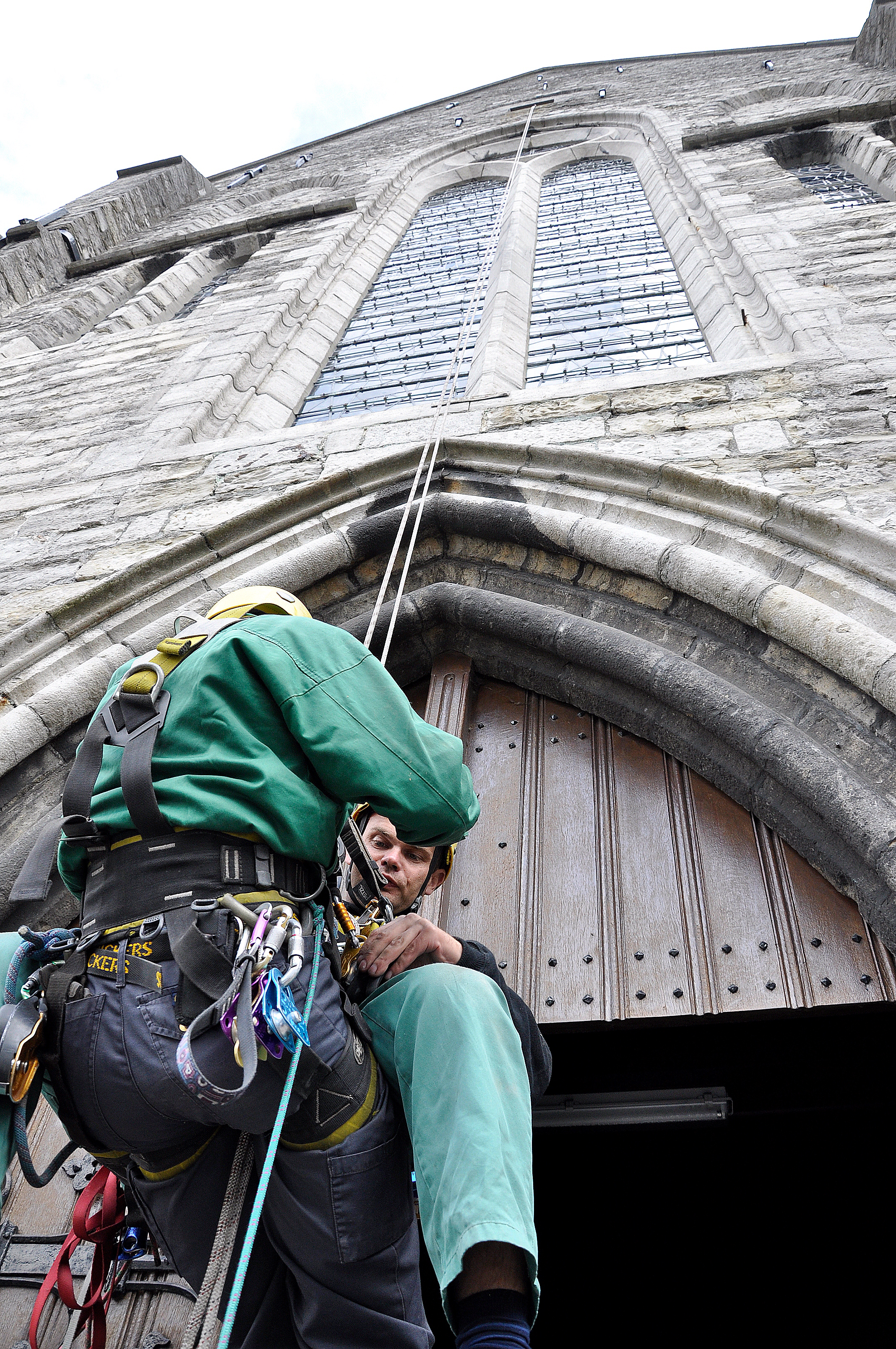
Monumentenzorg aan het werk in Oudenaarde

## Geschiedenis

### Internationaal
De aandacht voor de bescherming van het sociaal-cultureel erfgoed van de mens is geen nieuw gegeven. Reeds in 1809 wordt door Napoleon Bonaparte een keizerlijk decreet uitgevaardigd dat de kerkfabrieken verplicht de kerkgebouwen te onderhouden.
In 1931 werd het Handvest van Athene uitgevaardigd. Dit was het eerste internationale initiatief tot vastlegging van een aantal beginselen die een leidraad moesten vormen voor de bescherming en de restauratie van monumenten.
In 1964 werd, onder de vleugels van de UNESCO, het uiterst belangrijke Charter van Venetië goedgekeurd (ICOMOS). Dit charter is vandaag nog steeds van toepassing, en gaf een belangrijke elan aan de wereldwijde bescherming van het cultureel en natuurlijk erfgoed van de mens.
Een bijzondere vorm van zorg voor monumenten is die tijdens oorlog en andere rampspoed. Hierover zijn onder andere afspraken gemaakt in het Cultuurgoederenverdrag van Den Haag (1954). In dit verdrag is geregeld dat de belangrijkste monumenten herkenbaar dienen te zijn aan een blauwwit monumentenschildje op de gevel.
In 1992 ondertekenden de landen van de Raad van Europa het Europees Verdrag inzake de bescherming van het archeologisch erfgoed (Verdrag van Malta). Nederland heeft dit verdrag in 1998 bekrachtigd en in 2007 geïmplementeerd in de nationale wetgeving.

Beschermde monumenten: Gildehuizen aan de Grote Markt, Antwerpen

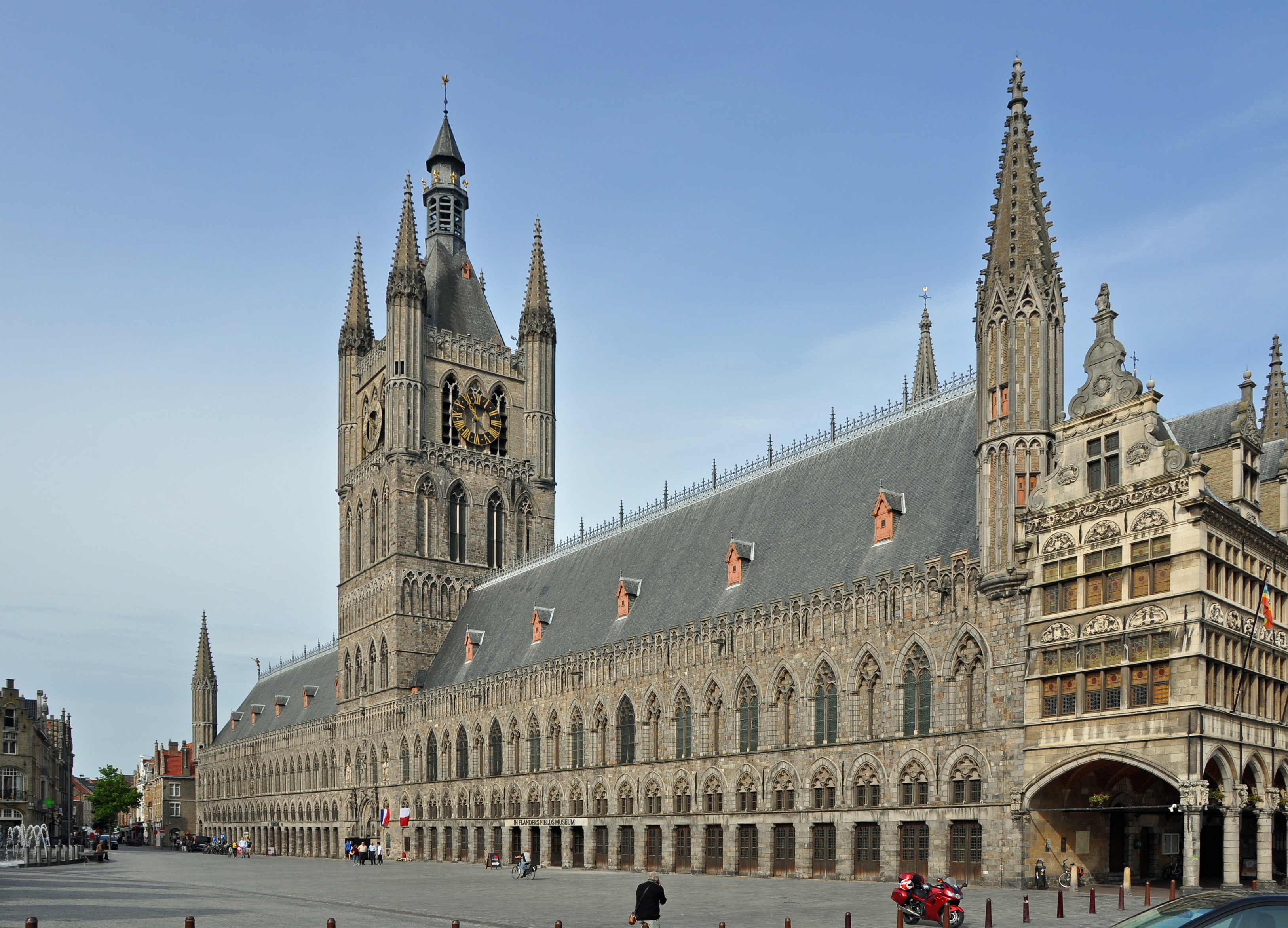
UNESCO-monument: Lakenhal, Ieper

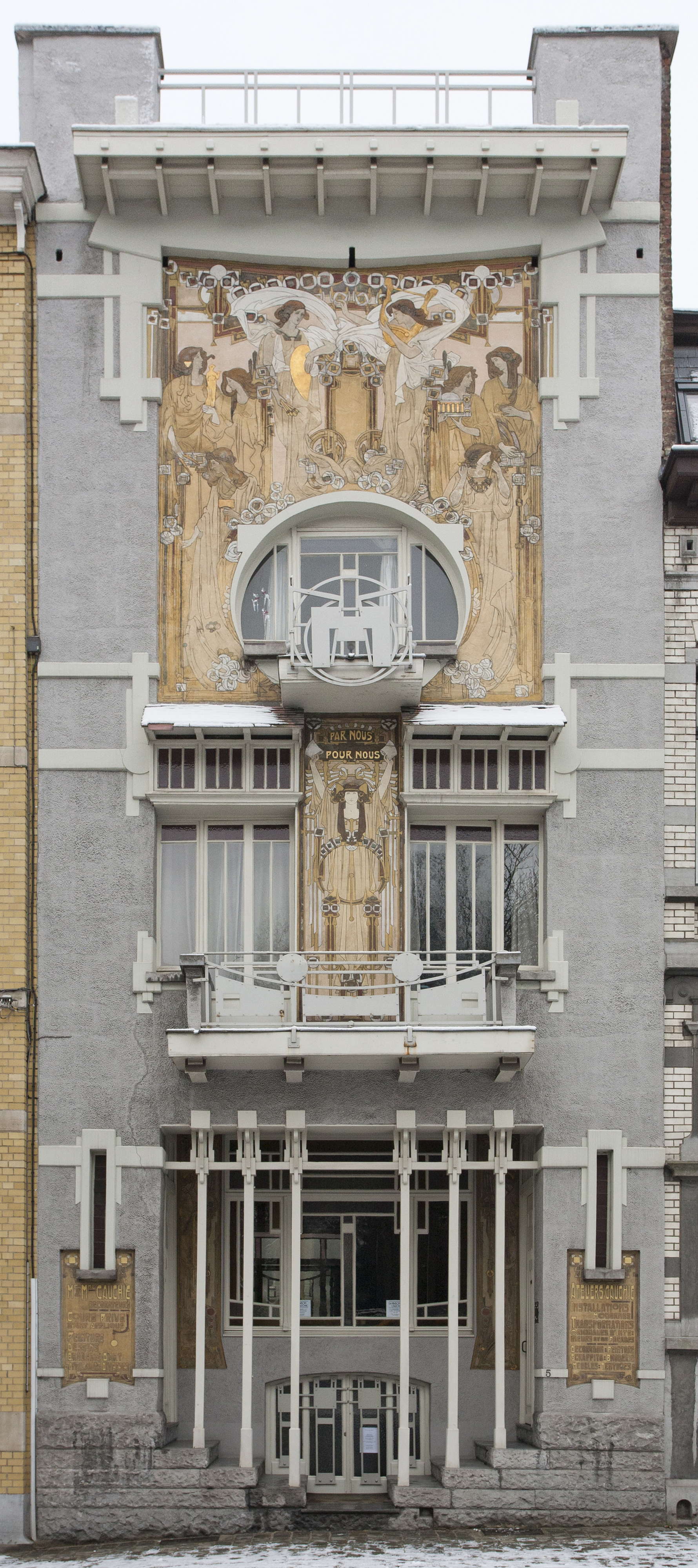
Beschermd monument: Cauchie-huis (art nouveau), Brussel

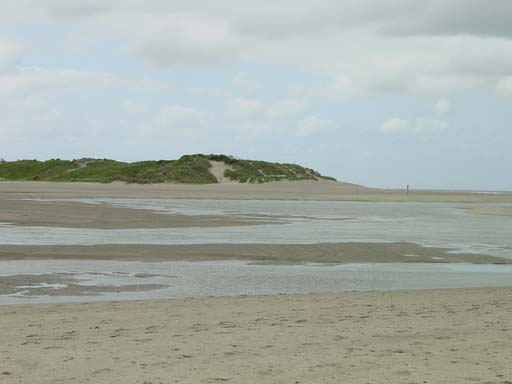
Beschermd landschap: Het Zwin, West-Vlaanderen

### België
Omdat het huidige België in 1809 behoorde tot het Franse rijk van Napoleon, was het voornoemde decreet van 1809 ook in België van toepassing. Meer nog, dit decreet werd nooit opgeheven en maakt dus nog steeds deel uit van de Belgische wetgeving. Het werd trouwens in het Brussels Gewest recent nog aangepast bij Ordonnantie van 19 februari 2004.
Op 7 januari 1835 richtte het onafhankelijke België de Koninklijke Commissie voor Monumenten op. Vanaf 1912 worden ook de landschappen de verantwoordelijkheid van deze Commissie.
Op 7 augustus 1931 werd de Wet op de bescherming van monumenten en landschappen van kracht, die het mogelijk maakte om belangrijke monumenten en landschappen bij Koninklijk Besluit onder de bescherming van de overheid te plaatsen. Aan de hand van deze wet werden een groot aantal grote monumenten beschermd.
Vreemd genoeg viel de zorg voor monumenten en landschappen vrijwel volledig weg na het einde van de Tweede Wereldoorlog. Blijkbaar was de zorg voor de wederopbouw en de toekomst groter dan die voor het verleden.
Na het Charter van Venetië (zie hierboven), komt ook in België de bescherming van het erfgoed weer van de grond, onder andere werd er werk gemaakt van een inventaris van gebouwen die in aanmerking komen voor bescherming.
In 1968 werd de Koninklijke Commissie voor Monumenten opgesplitst in een Nederlandstalige en Franstalige afdeling. Beiden waren bevoegd voor Brussel. Pas in 1993 kwam er een afzonderlijke commissie voor het Brussels Hoofdstedelijk Gewest.
In 1970 werd door een grondwetsherziening de gemeenschappen culturele autonomie toegekend, en op 1 juni 1972 zag de Rijksdienst voor Monumenten- en Landschapszorg in Vlaanderen het levenslicht.
Het Europees Monumentenjaar 1975 gaf aanleiding tot nieuwe wetgevende initiatieven in Vlaanderen. Op 3 maart 1976 werd het Decreet tot bescherming van monumenten, stads- en dorpsgezichten uitgevaardigd. Hierin werden de landschappen niet opgenomen.
In 1984 wordt de Rijksdienst voor Monumenten- en Landschapszorg hernoemd tot Bestuur Monumenten en Landschappen.
Vanaf 1 januari 1989 is monumenten- en landschapszorg in Vlaanderen een gewestelijke aangelegenheid.
In 1995 komt er nogmaals een naamswijziging: Bestuur Monumenten en Landschappen wordt Afdeling Monumenten en Landschappen en valt onder de auspiciën van het Departement leefmilieu en infrastructuur van de Vlaamse Gemeenschap.
Op 16 april 1996 werd het Decreet betreffende de landschapszorg uitgevaardigd. Dit werd gewijzigd door de decreten van 8 december 2000, 21 december 2001 en van 19 juli 2002.
De "Afdeling Monumenten en Landschappen" werd vanaf 1 juli 2006 het beleidsuitvoerende Agentschap R-O Vlaanderen, Onroerend Erfgoed binnen het beleidsdomein "Ruimtelijke Ordening, Woonbeleid en Onroerend Erfgoed" van de Vlaamse overheid. Het Departement RWO is sindsdien belast met de beleidsvoorbereiding. Een nieuwe naamswijziging namelijk Agentschap "Ruimte en (onroerend) Erfgoed" werd doorgevoerd, begin 2010.

### Nederland
In Nederland wordt Victor de Stuers algemeen gezien als de initiator van monumentenzorg. Hij publiceerde het artikel Holland op zijn smalst in De Gids in 1873. Hierin hekelde hij met name de verwaarloosde staat van het "Rijks Museum" in het Amsterdamse Trippenhuis, de zinloze afbraak van de Wycker Kruittoren en andere vestingwerken in Maastricht en de sloop van stadspoorten in Haarlem, Leiden, Delft, Utrecht, Zwolle, Maastricht en andere steden.
In Nederland is een van de voorwaarden voor aanwijzing tot rijksmonument door de Rijksdienst voor het Cultureel Erfgoed, de met Monumentenzorg belaste overheidsdienst, dat een goed minstens 50 jaar oud dient te zijn om als monument erkend te kunnen worden. Deze leeftijdsvoorwaarde is niet van toepassing voor gemeentelijke monumenten.

## Vormen van bescherming in België (Vlaams Gewest)

### Monumenten en stads- en dorpsgezichten
Er zijn twee groepen:
- Voor bescherming vatbaar: een monument of stads- en dorpsgezicht dat is ingeschreven op de krachtens het Decreet van 3 maart 1976, gewijzigd bij Decreet van 22 februari 1995, aangelegde ontwerpen van lijst;
- Beschermd: een monument of stads- en dorpsgezicht dat bij koninklijk besluit of sinds het Decreet van 22 februari 1995, bij ministerieel besluit beschermd is;

#### Monument
Een leeftijdsvoorwaarde is in België niet van toepassing. Onder monument wordt verstaan: een onroerend goed, werk van mens of natuur of van beide samen, dat van algemeen belang is omwille van zijn artistieke, wetenschappelijke, historische, volkskundige, industrieel-archeologische of andere sociaal-culturele waarde, met inbegrip van de cultuurgoederen die er integrerend deel van uitmaken, inzonderheid de bijhorende uitrusting en de decoratieve elementen.

#### Stads- en dorpsgezicht
Onder stads- of dorpsgezicht wordt verstaan:
- Een groepering van één of meer monumenten en/of onroerende goederen met omgevende bestanddelen, zoals onder meer beplantingen, omheiningen, waterlopen, bruggen, wegen, straten en pleinen, die vanwege haar artistieke, wetenschappelijke, historische, volkskundige, industrieel-archeologische of andere sociaal-culturele waarde van algemeen belang is.
- De directe, er onmiddellijk mee verbonden visuele omgeving van een monument, die door haar beeldbepalend karakter de intrinsieke waarde van het monument tot zijn recht doet komen dan wel door haar fysieke eigenschappen de instandhouding en het onderhoud van het monument kan waarborgen.

#### Landschap
Onder landschap wordt verstaan: een begrensde grondoppervlakte met een geringe dichtheid van bebouwing en een onderlinge samenhang waarvan de verschijningsvorm en de samenhang het resultaat zijn van natuurlijke processen en van maatschappelijke ontwikkelingen en dat om zijn natuurwetenschappelijke, historische, ethische of sociaal-culturele waarde van algemeen belang is. Er zijn twee groepen landschappen:
- Voorlopig beschermd landschap: is door de Vlaamse Regering bij besluit als dusdanig aangewezen.
- Beschermd landschap: is door een ministerieel besluit als definitief beschermd aangewezen.

Decreet van 16 april 1996 betreffende de landschapszorg, gewijzigd bij decreet van 8 december 2000 en van 21 december 2001

#### Archeologisch patrimonium
Decreet van 30 juni 1993 houdende de bescherming van het archeologisch patrimonium 

Decreet van 24 januari 2003 houdende bescherming van het roerend cultureel erfgoed van uitzonderlijk belang

#### Varend erfgoed
Onder varend erfgoed wordt verstaan, het nautisch erfgoed, inzonderheid de schepen, de boten en de drijvende inrichtingen met inbegrip van hun uitrusting en van hun voortstuwingsmiddelen, waarvan het behoud van algemeen belang is wegens hun historische, wetenschappelijke, industrieel-archeologische of andere sociaal-culturele waarde.
Decreet van 29 maart 2002 houdende bescherming van het varend erfgoed 

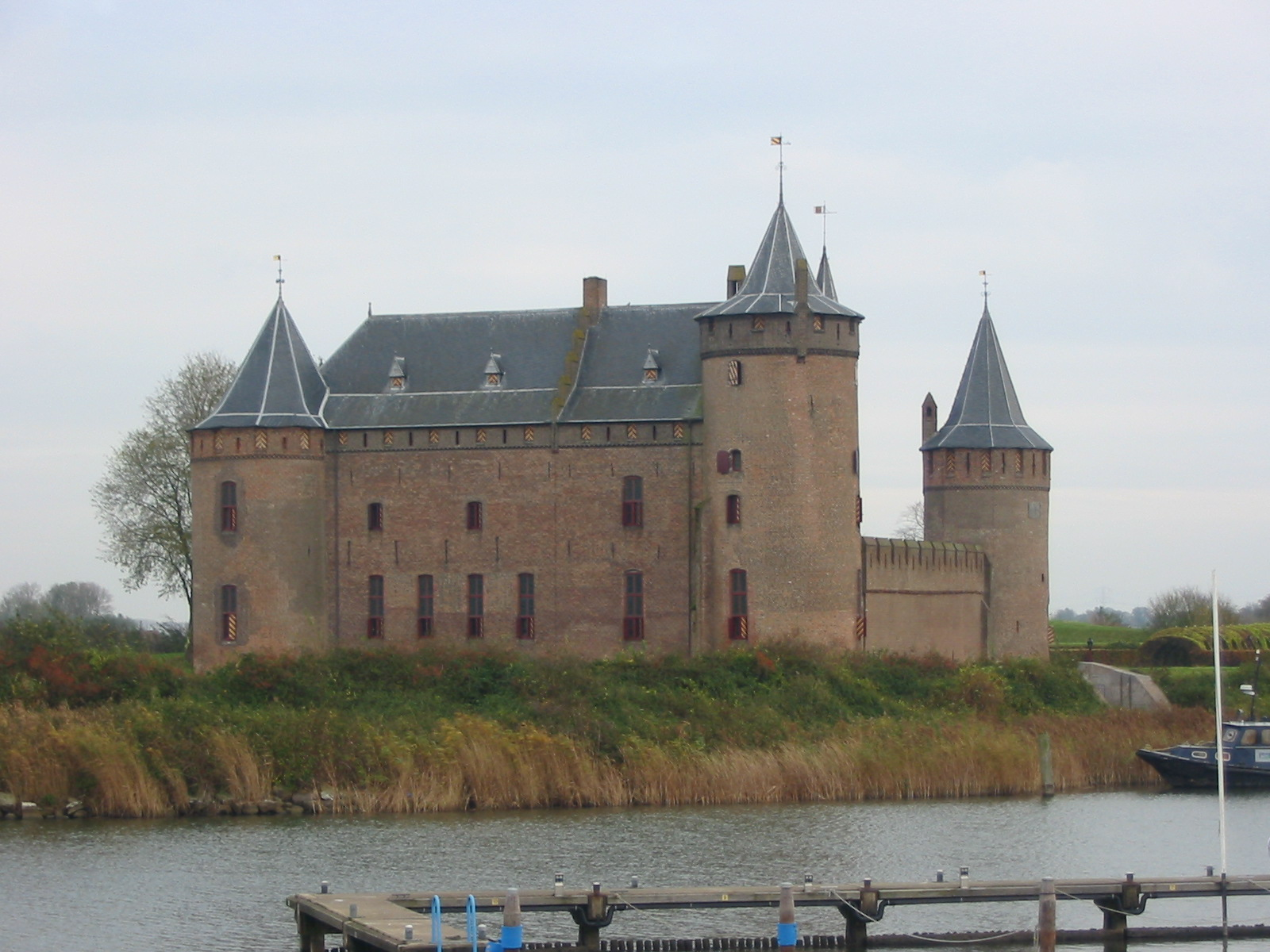
Rijksmonument: Muiderslot, Muiden, Noord-Holland

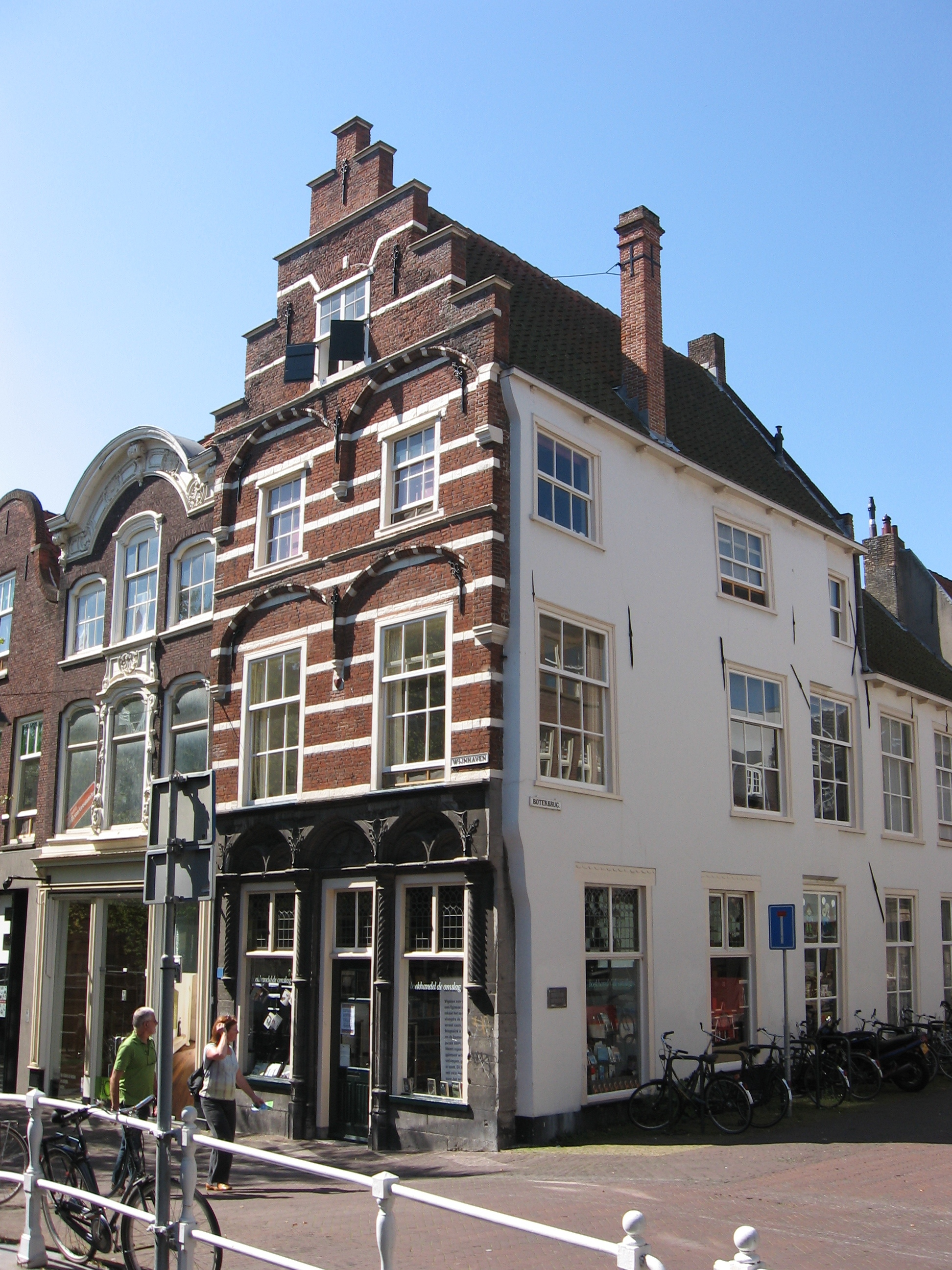
Rijksmonument: Wijnhaven 16, Delft

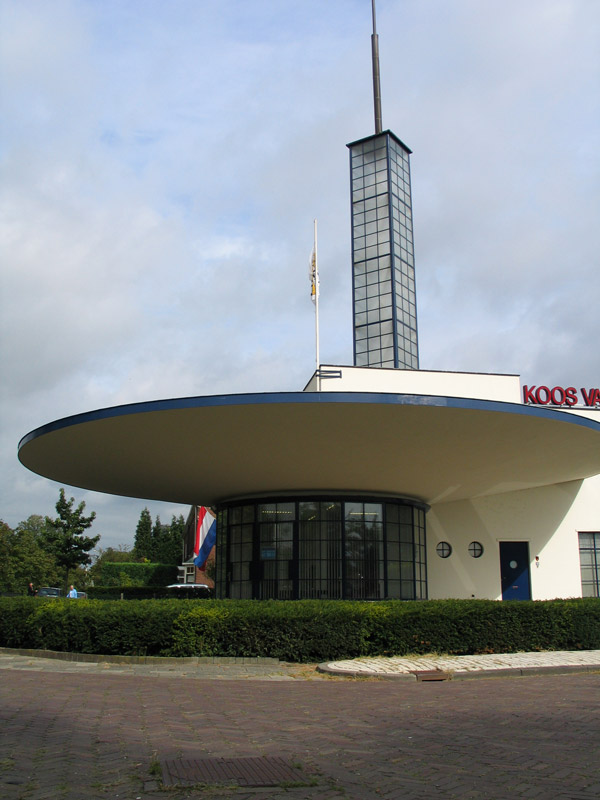
Rijksmonument: benzinestation, Nijmegen

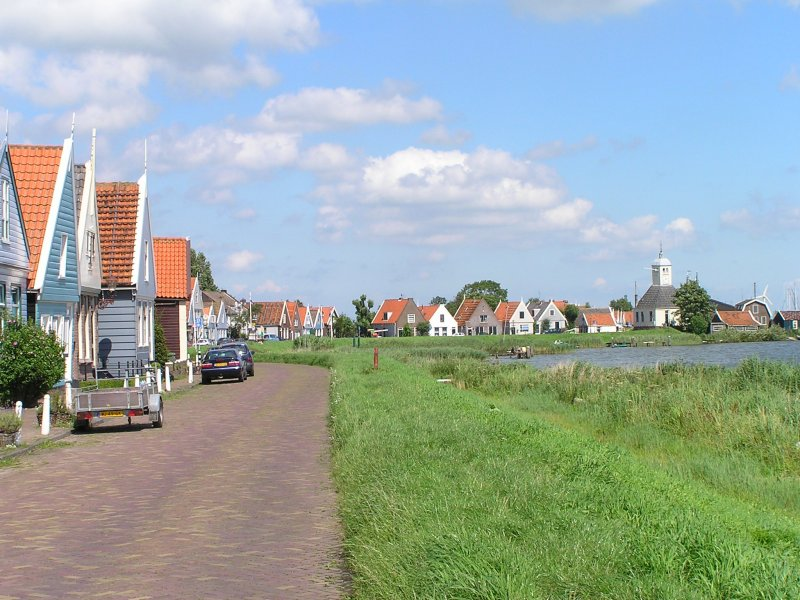
Beschermd dorpsgezicht: Durgerdam, Noord-Holland

## Vormen van bescherming in Nederland
Nederland kent vormen van bescherming en monumentenzorg op drie overheidsniveaus. In de nationale Nederlandse wetgeving wordt een monument gedefinieerd als:
- Alle ten minste vijftig jaar oude zaken welke van algemeen belang zijn wegens hun schoonheid, hun betekenis voor de wetenschap of hun cultuurhistorische waarde,
- Terreinen welke van algemeen belang zijn wegens daar aanwezige zaken, ook archeologische monumenten genoemd.

Beschermde monumenten zijn voornoemde monumenten die ingeschreven zijn in de ingevolge de monumentenwet vastgestelde registers.

### Rijk
Monumenten en stads- en dorpsgezichten die onder de bescherming van de monumentenwet van 1988 vallen noemt men rijksmonumenten.
Stads- en dorpsgezichten zijn groepen van onroerende zaken die van algemeen belang zijn wegens hun schoonheid, hun onderlinge ruimtelijke of structurele samenhang dan wel hun wetenschappelijke of cultuurhistorische waarde en in welke groepen zich één of meer monumenten bevinden. Beschermde stads- en dorpsgezichten zijn degene die als zodanig zijn aangewezen ingevolge de toepassing van art. 35 van de Monumentenwet.
Op rijksniveau geldt de Wet houdende voorzieningen in het belang van monumenten van geschiedenis en kunst (Monumentenwet) van 23 december 1988 (Stb. 638). Deze wet trad in werking op 1 januari 1989 en verving de Monumentenwet van 1961. Bescherming op rijksniveau dateert van mei 1940 (Besluit op de Wederopbouw). Die maatregel werd opgevolgd door het Besluit op de Wederopbouw van 1945 en de Tijdelijke Monumentenwet van 1950.
De Monumentenwet 1988 werd herhaaldelijk gewijzigd en aangepast en zal in het kader van de modernisering monumentenzorg binnenkort weer gewijzigd worden (waarbij de vereiste ouderdom van 50 jaar zal vervallen). Op 4 april 2006 is het wetsvoorstel ter implementering van het Verdrag van Malta door de Tweede Kamer goedgekeurd en in december van dat jaar gaf de Eerste Kamer ook zijn goedkeuring. Op 1 september 2007 trad deze Wet op de archeologische monumentenzorg (WAMZ) in werking, waarbij de Monumentenwet 1988 werd gewijzigd.
De minister van Onderwijs, Cultuur en Wetenschap draagt de verantwoordelijkheid voor de uitvoering van deze wet. De uitvoering ervan is echter voor een groot deel een verantwoordelijkheid van burgemeester en wethouders van de gemeente waarin het monument is gelegen.

#### Rijksmonumenten
Monumenten die op grond van de Monumentenwet worden beschermd worden 'rijksmonumenten' genoemd. Er zijn anno 2008 ongeveer 55.000 rijksmonumenten.

### Provincie
Het tweede niveau is dat van de provincies. Sommige provincies hebben een monumentenverordening op grond waarvan monumenten worden aangewezen. Monumenten die op grond van een provinciale monumentenvverordening worden beschermd heten provinciale monumenten. Deze provinciale monumenten zijn hoofdzakelijk in het landelijk gebied gelegen.

### Gemeente
Het derde niveau is dat van gemeenten. Vrijwel alle gemeenten hebben een monumentenverordening waarin de instelling van een monumentencommissie is geregeld. Die commissie is steeds vaker een gecombineerde commissie, die ook welstand tot taak heeft. De monumentencommissie adviseert Burgemeester en Wethouders bij hun taken ten aanzien van monumenten. In steeds meer gemeenten kunnen ook monumenten op grond van de verordening worden aangewezen. Dit noemen we gemeentelijke monumenten. De eerste gemeente die (in 1923) monumenten op grond van een gemeentelijke monumentenverordening aanwees was 's-Gravenhage. Het aantal gemeentelijke monumenten groeit snel en bedraagt inmiddels enkele tienduizenden.

#### Provinciale en gemeentelijke monumenten
Behalve het Rijk beschermen ook regionale en lokale overheden monumenten:
- Provinciale monumenten. Deze monumenten zijn vaak aangewezen omdat ze representatief zijn voor een tijdperk of aspect van de regionale geschiedenis. De monumenten worden aangewezen door de Provinciale Staten. Provinciale monumenten komen alleen voor in de provincies Noord-Holland, Drenthe en Limburg.
- Gemeentelijke monumenten. De bescherming hiervan wordt geregeld in de gemeentelijke monumentenverordening. Veel gemeenten hanteren geen leeftijdsgrens.

Gemeentelijke en provinciale monumenten zijn vaak vooral van regionaal of lokaal belang. De leeftijdsgrens in de monumentenwet heeft ervoor gezorgd dat gemeenten soms een monument beschermen omdat het Rijk dat (nog) niet kan. Sommige gemeentelijke monumenten worden later alsnog rijksmonument, een voorbeeld hiervan is het Groothandelsgebouw in Rotterdam. Gemeenten hebben op het gebied van regelingen voor monumentenzorg in het verleden vaak op het Rijk vooruitgelopen. Voordat in mei 1940 met het Besluit op de Wederopbouw I een vergunningenstelsel van rijkswege werd ingevoerd waren er al vele tientallen Nederlandse gemeenten met een monumentenverordening.

## Gevolgen van de bescherming
De eigenaar van een beschermd monument of een eigendom dat gelegen is binnen een beschermd stads- of dorpsgezicht, is ertoe gehouden de nodige instandhoudings- en onderhoudswerken uit te voeren, en het geenszins te ontsieren, te beschadigingen of te vernielen.
Eventuele gebreken of schade aan beschermde monumenten of waardevol erfgoed, kunnen opgespoord en beschreven worden door Monumentenwacht.
Voor een aantal restauratie-, instandhoudings- en onderhoudswerken worden premies en subsidies toegekend. Dit is afhankelijk van het soort monument en de status van de eigenaar.

### Nederland
Eigenaren van een rijksmonumentaal woonhuis of boerderij zonder agrarische functie kunnen voor de onderhoudskosten een laagrentende Restauratiefonds-hypotheek aanvragen. Eigenaren van andere rijksmonumenten kunnen op basis van een instandhoudingsplan subsidie aanvragen. Bovendien kunnen belastingplichtige eigenaren van rijksmonumenten een aantal van de gemaakte onderhoudskosten in mindering gebracht worden bij de aangifte van de belastingen. Een eigenaar van een gemeentelijk, provinciaal monument of een beeldbepalend pand in een beschermd stads- of dorpsgezicht kan voor het onderhoud een laagrentende Cultuurfonds-hypotheek aanvragen. Deze eigenaar heeft echter geen recht op fiscale aftrek van de onderhoudskosten.